# Luis Araujo Martínez
Luis Araujo Martínez (Pamplona, 1932- 17 de septiembre de 2009) fue un pintor, dibujante y retratista pamplonés con formación en la Escuela de Artes y Oficios de Pamplona y la Academia de Javier Ciga. Su obra artística, mostrada a lo largo de su carrera tanto en exposiciones individuales como colectivas, y encontrada hoy en colecciones privadas y públicas, tuvo una intención figurativa, pudiéndose catalogar su obra dentro del movimiento artístico del arte figurativo.

## Biografía
Luis Araujo Martínez nació en Pamplona en 1932. Sus padres fueron Ángel Araujo Orayen y Bibiana Martinez Alonso. Desarrolló toda su vida en la Chantrea, junto con María Teresa Barón, su esposa, y sus 4 hijos, Juan Luis, Patxi, María del puy y Nerea.
Desde su juventud, desarrolló una vocación artística que le llevó a matricularse en la Escuela de Artes y Oficios de Pamplona, donde aprendió de maestros como Luis Andreu o Gerardo Sacristán. Con sus directrices, desarrolló el busto David, que le llevaría a ganar el Premio Paulino Caballero en 1956. Además, compaginó esos estudios con los de la Academia de Javier Ciga.
A pesar de dedicar gran parte de su tiempo a su vocación artística, nunca fue ésta su profesión principal, la cual ocupó su trabajo como funcionario de Correos, lo que le haría además tener que sacrificar su aptitud artística durante los años centrales de su vida.
Después de su jubilación, retomó la pintura y consiguió presentar sus creaciones en exposiciones públicas de Pamplona (Sala de Exposiciones de García Castañón de la CAMP y Sala de Exposiciones del Nuevo Casino ), Tudela y San Sebastián, además de ser reconocido con varios premios nacionales e internacionales, como el segundo premio de la exposición Artes Plásticas UTC-PTT en Madrid (1986); en la exposición Internacional UTC-PTT en Roma (1986), y en Jaén, en el Concurso de pintura "Cerezo Moreno", y con un Diploma en la exposición Internacional UTC-PTT en París (1989).
Falleció el 17 de septiembre de 2009 en Pamplona,  días antes de la inauguración de parte de su colección en el Nuevo Casino de Pamplona.

## Trayectoria artística
Su trayectoria artística estuvo influida por la corriente figurativa y las técnicas más usadas el óleo y el carboncillo. Su obra se puede categorizar en tres temas: el retrato, el bodegón y el paisaje.
El retrato fue el tema principal en la obra de Araujo. Se inspiró y retrató a personas de Navarra, intentando captar de manera objetiva tanto la forma como el fondo de las personas. De estos retratos, se ha destacado sobre todo el dominio de la técnica pictórica para el trazado de las manos y de la mirada de los sujetos retratados. Además, sus obras representan los cánones tradicionales del género.

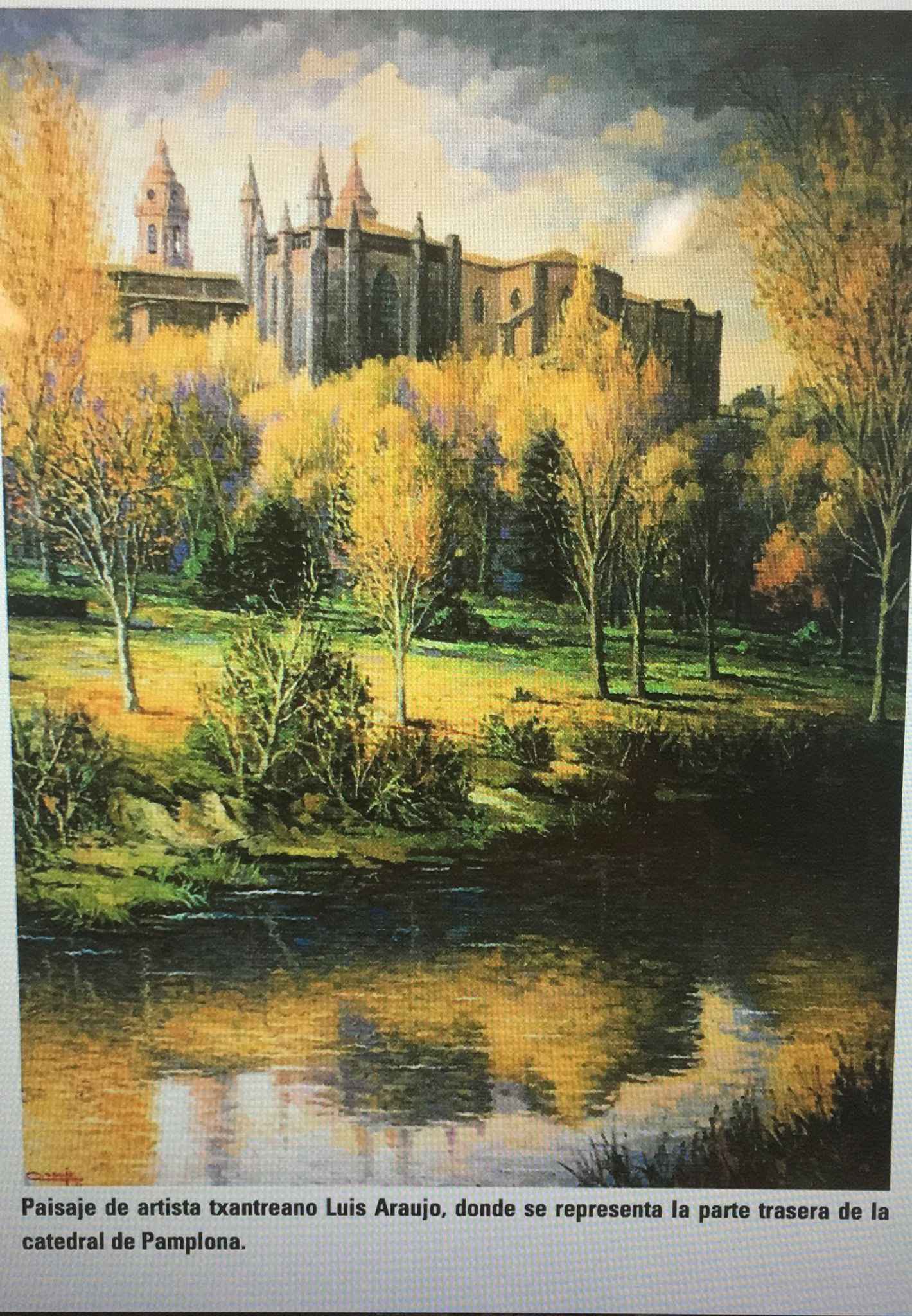
Catedral de Pamplona

A través de la pintura del bodegón, Araujo quiso representar la calidad de los diferentes materiales, buscando un equilibrio de todas las masas capturadas. Tiene un trazado seguro y experto en la composición de las luces y contrastes, combinando bronces y otros elementos de la naturaleza.
El tercer tema de su obra, los paisajes, constituye la parte más descriptiva de su obra. Teniendo en cuenta que apenas viajó y que residió en la capital navarra durante toda su vida, la mayoría de sus paisajes son de lugares navarros, como el Valle del Roncal, Ujúe, Roncesvalles.. pero concretamente pintó realidades pamplonesas, como la Catedral de Pamplona o el Rio Arga.

## Exposiciones
• 1975. Marzo. CAMP, García Castañón de Pamplona. 35 obras
• 1976, Diciembre. CAMP, Conde Rodezno de Pamplona. 25 obras
• 1980, Mayo. CAMP, García Castañón de Pamplona. 38 obras 
• 1983, Marzo. CAMP, García Castañón de Pamplona. 42 obras
• 1985, Febrero. CAMP, García Castañón de Pamplona. 36 obras
• 1985, Mayo. Caja de Ahorros Municipal de San Sebastián.
• 1987, enero. Castel Ruiz de Tudela.
• 1987, enero. CAMP, Conde Rodezno de Pamplona. 32 obras
• 1990, Febrero. CAMP, Conde Rodezno de Pamplona. 30 obras 
• 1994, Febrero. CAN, Castillo de Maya de Pamplona. 31 obras
• 1997, Marzo – abril. Nuevo Casino, Plaza del Castillo de Pamplona. 28 obras
• 2000, enero. Nuevo Casino, Plaza del Castillo de Pamplona. 28 obras
• 2003, enero. Nuevo Casino, Plaza del Castillo de Pamplona. 20 obras
• 2006, Marzo. Nuevo Casino, Plaza del Castillo de Pamplona. 26 obras
• 2009, Octubre. Nuevo Casino, Plaza del Castillo de Pamplona.

## Reconocimiento y Premios
• 1956, Escuela Artes y Oficios de Pamplona, Premio Paulino Caballero.
• 1986. Exposición Artes Plásticas UTC-PTT en Madrid, 2º Premio.
• 1986. Exposición Internacional UTC-PTT en Roma, Medalla de Plata.
• 1989. Exposición Internacional UTC-PTT en París, Diploma.
• 1991. Ministerio Obras Públicas de Madrid, Diploma.
• 1992. 2º Concurso de Pintura “Cerezo Moreno” de Jaén, 2º premio